# 穂波さやか
穂波 さやか（ほなみ さやか、1986年10月10日 - ）は、日本の元AV女優（バンビプロモーション所属）。
愛知県出身。身長:157cm。スリーサイズ:B90(F)・W58・H78。

## 略歴・人物
2007年にデビューした企画女優である。
2009年に引退。

## 出演作品

### アダルトビデオ
2007年
- 恥悦フレンド 5 （8月10日、プールクラブ・エンタテインメント）
- バイブの虜 25 （9月7日、プールクラブ・エンタテインメント）…オムニバス作品
- BATTLESEX MIXED Vol.03 （11月30日、SUPER SONIC SATELLITES）…オムニバス作品
- 女子プロレスラートレーニング Vol.04 （12月7日、SUPER SONIC SATELLITES）…オムニバス作品
- おはズボッ! グショ濡れ過激パプニング決定版 こんな突然イヤ〜、でもいつもより気持ちイイー! （12月11日、アテナ映像）…オムニバス作品
- 腹パンチマニア 3 （12月21日、SUPER SONIC SATELLITES）…オムニバス作品
- SOLE LOVER No.01 （12月28日、SUPER SONIC SATELLITES）…オムニバス作品

2008年
- ウーマンデストロイヤー Vol.04 （1月11日、SUPER SONIC SATELLITES）…オムニバス作品
- 究極の妄想発明シリーズ第3弾 もしもが叶う電話BOX （3月20日、ROCKET）…オムニバス作品
- お宅でちょねこ 5 人妻の裏姦 美熟絵図 「奥さんハマッてます」 （3月27日、イエローボックス）
- 雪村春樹全集 9 （4月11日、スマイリー）
- ドエロ奥さん 2 （5月9日、LEO）…オムニバス作品
- 愛の迷作劇場 エロドラマ（仮） （6月28日、LEO）…オムニバス作品
- アナルバイブの虜 2 尻穴オナニーの快楽 （7月4日、プールクラブ・エンタテインメント）…オムニバス作品
- 絞め剥き喉仏が突端に微熱 （10月1日、幻奇）…オムニバス作品
- KARMAファン感謝祭 コレで見納め?! ロリロリバスツアー FINAL （10月13日、カルマ）
- 面接で失禁してしまった女優たち （11月8日、ムービーメーカー）…オムニバス作品
- 人妻面接 VOL.6 （11月21日、大洋図書）…オムニバス作品
- 窒息 Hang oneself 3 （11月21日、C-Format）…オムニバス作品
- 女子校生同士のいじめ （11月21日、C-Format）
- 電マ悪魔祓い儀式 （11月22日、ZONE）…共演:真島みゆき、はるか悠 ※AVグランプリ2009 凌辱作品部門エントリー作品
- 緊縛フルコース 27 （11月25日、ダーティファクトリー）
- 緊縛女王様 （11月25日、ダーティファクトリー）…オムニバス作品
- 2008年度 SOD女子社員 混浴温泉（生）大乱交忘年会+深夜の女子社員夜這い （12月4日、SODクリエイト）※「穂坂さおり」名義
- 急な侵入者に首を絞められ堕ちていく素人娘 （12月18日、C-Format）…オムニバス作品
- 緊縛強制FUCK 25 （12月25日、ダーティファクトリー）…オムニバス作品

2009年
- 相手を気絶させるまでは終わらない女性同士の格闘 （1月10日、C-Format）…オムニバス作品
- S（女子校生）とM（メイドアイドル）おんなの性生活 （1月19日、C-Format）…オムニバス作品
- 男狩り S女覚醒アナル嬲り （1月23日、フレンドシップ）
- 緊縛スチール撮影 31 （1月26日、ダーティファクトリー）…オムニバス作品
- 巨乳&美人 ピンクコンパニオン宴会ツアー 2 （2月18日、グローリークエスト）
- 睡眠ガス女子校ジャック クラス丸ごと輪姦レイプ （2月19日、CROSS）
- SOD女子社員（秘）業務日報 プレミアムコレクション 女子社員 厳選33名! （3月19日、SODクリエイト）…オムニバス作品 ※「穂坂さおり」名義
- 私立痴女子学園 1 学年主任に色仕掛け 『先生〜!単位下さーい!!!』 （3月20日、映天）
- 緊縛放置 9 （3月25日、ダーティファクトリー）…オムニバス作品
- 若妻の交尾 第六十四巻 （4月7日、KIプランニング） ※「滝沢佑香」名義
- スチュワーデス Premium （5月5日、フリービジョン）…オムニバス作品
- 美裸×美脚×美女 ver.6 （6月11日、KIプランニング） ※「高島沙雪」名義
- Private Rec[+Boins] （7月5日、フリービジョン）…オムニバス作品
- M男絶頂寸止め嬲り （7月30日、デジール）